# Göygöl Milli Parkı
Göygöl Milli Parkı (azerbajdzjanska: Göygöl Qoruğu) är ett naturreservat i Azerbajdzjan.   Det ligger i distriktet Xanlar Rayonu, i den västra delen av landet, 300 km väster om huvudstaden Baku.
Trakten runt Göygöl Milli Parkı består i huvudsak av gräsmarker. Runt Göygöl Milli Parkı är det ganska glesbefolkat, med 48 invånare per kvadratkilometer.